# Rioja Baixa

Regions de la Rioja; la Rioja Baixa és a la dreta de la imatge, destacada en groc.

La Rioja Baixa és la regió més oriental de la comunitat autònoma de La Rioja (Espanya). Comprèn els municipis situats al marge de les lleres dels rius Cidacos, Linares, Añamaza i Alhama, és a dir, les comarques d'Alfaro, Arnedo, Calahorra i Cervera. La regió limiten al nord amb el marge dret del riu Ebre, a l'est amb les províncies de Navarra i Saragossa, al sud amb la Sierra de la Hayeda de Santiago i la Sierra d'Achena, on comença la província de Sòria, i a l'oest amb la Sierra de la Hez on comença la Rioja Mitjana.

## Municipis

### Vall

#### Alfaro
1. Aldeanueva de Ebro
2. Alfaro
3. Rincón de Soto

#### Arnedo
1. Arnedillo (Santa Eulalia Somera)
2. Arnedo (Turruncún)
3. Bergasa (Carbonera)
4. Bergasillas Bajera (Bergasillas Somera)
5. Cornago (Valdeperillo)
6. Enciso (El Villar de Enciso, Garranzo, La Escurquilla, Las Ruedas de Enciso, Navalsaz, Poyales, Valdevigas)
7. Grávalos
8. Herce
9. Munilla (Antoñanzas, La Monjía, La Santa, Peroblasco, Ribalmaguillo, San Vicente de Munilla)
10. Muro de Aguas (Ambas Aguas o Entrambas Aguas)
11. Préjano
12. Quel
13. Santa Eulalia Bajera
14. Villarroya
15. Zarzosa

#### Calahorra
1. Autol
2. Calahorra (Murillo de Calahorra)
3. El Villar de Arnedo
4. Pradejón
5. Tudelilla

### Sierra

#### Cervera
1. Aguilar del Río Alhama amb el llogarret d'Inestrillas
2. Cervera del Río Alhama amb els barris i llogarrets de (Cabretón, Rincón de Olivedo o Las Casas, Valdegutur, Valverde, Ventas de Baños o Las Ventas de Cervera
3. Igea
4. Navajún
5. Valdemadera